# Anonychia rhabdota
Anonychia rhabdota là một loài bướm đêm trong họ Geometridae.